# 1st Rhode Island Infantry
Le 1st Rhode Island Infantry fait référence à deux régiments de l'armée des États-Unis, le premier qui est levé en 1861 au début de la guerre de Sécession pour une période de 90 jours d'enrôlement, le deuxième au cours de la guerre hispano-américaine en 1898. Il y a également un 1st Rhode Island Regiment (en) qui a servi dans l'armée continentale pendant la révolution américaine.

## 1stRhode Island Volunteer Infantry Regiment
Ce régiment, appelé à l'origine le 1st Rhode Island Detached Militia, est organisé dans le Rhode Island en avril 1861, le régiment part pour Washington, D. C., les 20 et 24 avril 1861. Après un service au camp Sprague au sein des défenses de Washington, le 16 juillet, il est attaché à la brigade de Burnside (Ambrose Burnside) de la division de Hunter (David Hunter) dans l'armée de Virginie du Nord-Est (Irvin McDowell). Le régiment avance sur Manassas, en Virginie, du 16 au 21 juillet 1861, participant aux combats lors de la première bataille de Bull Run, le 21 juillet. Il quitte Washington, D. C. pour revenir au Rhode Island le 25 juillet, et est libéré du service le 2 août 1861. Au cours de son service, le régiment a perdu 1 officier et 16 soldats tués ou blessés mortellement, et 8 hommes du rang morts de maladie, soit un total de 25.

## 1stRegiment, Rhode Island Volunteers
En vertu de la proclamation signée le 23 avril 1898, le président William McKinley ordonne l'appel de 125000 troupes. Le Rhode Island se voit demander par le secrétaire à la Guerre, Russell A. Alger de lever un régiment d'infanterie avec les unités existantes de la milice en lieu et place de la conscription 720 personnes pour compléter l'armée régulière en tant que volontaires des États-Unis par lettre datée du 25 avril 1898. Le 2 mai, l'État établit un camp à Quonset Point (en) dans le Rhode Island, et désigne officiellement le site « Camp Dyer (en) » en l'honneur du gouverneur Elisha Dyer Jr. (en) le 7 mai 1898. Le régiment commence à se rassembler jusqu'à ce qu'il soit complet entre le 10 et 17 mai, avec le colonel Charles Wheaton Abbot Jr. (en), commandant. Initialement, l'unité se compose de quarante-six officiers et 958 hommes du rang. Ce régiment, le seul régiment d'infanterie levé dans le Rhode Island pendant la guerre, est constitué de plusieurs unités d'infanterie de la milice dans le Rhode Island ainsi que des volontaires individuels.

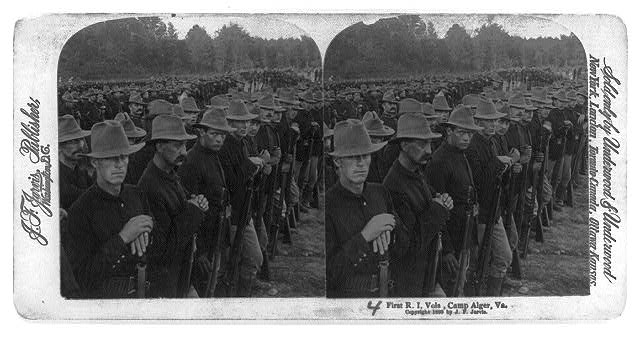
Rhode Island Volunteers au camp Alger

L'unité est affectée à la 3rd division, 2e corps d'armée (en) et part pour servir au camp Alger (en), en Virginie, à partir de fin mai. Toutefois, le régiment et le reste du deuxième corps quitte le camp Alger au début du mois d'août 1898, en raison d'une épidémie de fièvre typhoïde. Le régiment part dans une autre partie de la Virginie à Thoroughfare Gap (en) dans une tentative d'éviter le virus. Toutefois, les conditions à Thoroughfare Gap entraînent l'apparition de la dysenterie et la malaria, et l'unité finit par partir au camp Meade (en), Pennsylvanie avec le reste du deuxième corps, en août 1898. Les conditions de surpopulation obligent au déplacement de la 3rd brigade de la 2nd division du deuxième corps vers camp Fornance, Caroline du Sud.
Le régiment quitte le service fédéral le 30 mars 1899 à Columbia, Caroline du Sud. L'unité retourne à Providence et remet ses couleurs au gouverneur Elisha Dyer (en) après un défilé devant l'hôtel de ville le 1er avril 1899. Au moment de la libération, le régiment comprend quarante-cinq officiers et 1039 hommes du rang. Au cours de sa durée de service, l'unité a perdu onze soldats qui sont morts de la maladie et un simple soldat qui est mort à la suite d'un accident. Trente-cinq autres soldats ont été libérés pour invalidité. Il est intéressant de noter que l'unité a également eu treize hommes du rang traduits en cour martiale et quatre-vingt-neuf hommes ont déserté le régiment.
Le régiment s'est surnommé lui-même le « Rough Walkers » (les marcheurs rustiques), ce qui a été inspiré par les Rough Riders de Roosevelt. Les vétérans du régiment ont reçu une médaille non officielle appelée la médaille du Rough Walker.

### Historique de l'unité
- 20 mai 1898, entièrement rassemblé au camp Dyer, Quonset Point (en), Warwick, Rhode Island.
- 27 mai, départ du camp de Dyer pour le Camp Alger, Dunn Loring, en Virginie.
- 30 mai, arrivée au camp Alger.
- 3 août, départ du camp Alger pour Thoroughfare Gap, Virginie.
- 8 août, arrivée à Thoroughfare Gap.
- 21-22 août, départ de Thoroughfare Gap pour le camp George Meade (en), Harrisburg, en Pennsylvanie.
- 23-24 août, arrivée au camp George Meade (en).
- 13 novembre, départ du camp George Meade pour le camp Fornance, Columbia, Caroline du Sud.
- 1er mars 1899, désarmement de l'unité, et date de libération fixée pour le 30 mars.
- 30 mars, libération du service au camp Fornance, départ pour Jersey City, New Jersey par chemin de fer.
- 31 mai, arrivée à Jersey City et embarquement à bord du bateau à vapeur Rhode Island à destination de Providence, Rhode Island.
- 1er avril 1899, arrivée au quai d'India Point et défilé devant l'hôtel de ville, et remise des couleurs sur le terrain de parade de Dexter (unité temporairement réarmée et désarmés sur le terrain de parade).

### Organisation
- First Regiment Rhode Island Volunteers
  - État-major
  - Compagnies A-M

### Autres unités
En plus du premier régiment, l'état du Rhode Island, a levé les unités suivantes pour la guerre contre l'Espagne :
- Light Battery A, 1st Rhode Island Volunteer Artillery.
- Light Battery B, 1st Rhode Island Volunteer Artillery.
- 1st Provisional Company of Infantry commanded du lieutenant Theodore F. Green (en), futur gouverneur du Rhode Island est sénateur des États-Unis.
- Membres de la milice navale du Rhode Island (en) qui a servi sous les ordres fédéraux[1].
- Membres du Rhode Island qui ont été affectés à l'USS Vulcan (en) faisant partie de l'U.S. Navy.
- Membres du corps des hôpitaux de la milice du Rhode Island qui ont servi sous les ordres fédéraux.